# Stefan Crichton
Pour les articles homonymes, voir Crichton.
Stefan Brook Crichton (né le 29 février 1992 à Houston, Texas, États-Unis) est un lanceur de relève droitier des Diamondbacks de l'Arizona de la Ligue majeure de baseball.

## Carrière
Joueur des Horned Frogs de la Texas Christian University, Stefan Crichton est repêché par les Orioles de Baltimore au 23e tour de sélection en 2013. 
Il fait ses débuts dans le baseball majeur le 16 avril 2017 avec Baltimore.